# 5983 Praxiteles
5983 Praxiteles è un asteroide della fascia principale. Scoperto nel 1973, presenta un'orbita caratterizzata da un semiasse maggiore pari a 2,8001776 UA e da un'eccentricità di 0,1331748, inclinata di 9,07368° rispetto all'eclittica.